# Práčský mlýn
Práčský mlýn je vodní mlýn v Praze 10-Záběhlicích v bývalé vsi Práče, který stojí na potoce Botič u rybníka. Je chráněn jako nemovitá kulturní památka České republiky.

## Historie
Vodní mlýn je zmíněn 23. listopadu 1450 v kupní smlouvě, ve které mlynář Michal Myška prodal mlynáři Tobiášovi mlýn v Práčích s osmi strychy dědiny a dvěma kravami; za mlýn bylo zaplaceno 700 kop grošů. V polovině 17. století je uváděna „u práčského dvora jen jedna chalupa s kovárnou a panský mlýn“.
Roku 1930 se mlýn stal součástí pivovaru, jehož majitelem byla Občanská záložna ve Vršovicích. Po roce 1989 se stal skladem zeleniny.

## Popis
Barokní, později klasicistní mlýn je zděný a jednopatrový; mlýnice a dům jsou pod jednou střechou, ale dispozičně oddělené. Fasáda a štíty mají plastickou omítkovou výzdobu. Dochovaly se původní dveře a schodiště a také umělecké prvky: sochy, malby a reliéfy.
Voda ke mlýnu vedla náhonem z rybníka a odtokovým kanálem se vracela do potoka. Dochovaný náhon odbočuje přibližně 650 metrů nad mlýnem z pravého břehu Botiče u jezu zvaného Marcela. Těsně nad mlýnem napájí Práčský rybník, který slouží jako vodní rezerva. Turbínová fontána se nachází pod hrází rybníka.
K roku 1930 měl mlýn jednu Francisovu turbinu o průtoku 0,344 m³/s, spádu 1,74 metru a výkonu 6 HP.